# Al-Ahli Dżudda
Al-Ahli Dżudda (arab. الأهلي السعود), znany również jako Al-Thaghar – saudyjski klub piłkarski z siedzibą w Dżuddzie.

## Historia
Al-Ahli Dżudda został założony w 1937 roku. Pierwszym sukcesem klubu było zdobycie Pucharu Księcia Arabii Saudyjskiej w 1957 roku. W 1968 Al-Ahli został ukoronowany tytułem Dżuddy National League. Sukces ten powtórzono również w 1978, 1984 i 2016 roku. Zespół dwukrotnie dotarł też do finału Ligi Mistrzów AFC, przegrywając 1:3 z południowokoreańskim Daewoo Royals. W 2012 roku strzelił trzy gole przeciwko Lashi z koreańskiego zespołu Ulsan Hyundai. W 2003 roku Al-Ahli Jeddah wygrał Arabską Ligę Mistrzów, a także trzykrotnie wygrał Gulf Club Cup (1985, 2002, 2008).

## Sukcesy
- Mistrzostwo Arabii Saudyjskiej: 4
  - 1968, 1978, 1984, 2016
- Crown Prince Cup: 6
  - 1957, 1970, 1998, 2002, 2007, 2015
- King’s Cup: 13
  - 1962, 1965, 1969, 1970, 1971, 1972, 1977, 1978, 1979, 1983, 2011, 2012, 2016
- Saudyjski Puchar Federacji: 5
  - 2001, 2002, 2007, 2012, 2013
- Arabska Liga Mistrzów: 1
  - 2003
- Gulf Club Champions Cup: 2
  - 1985, 2002, 2008
- Finał Azjatyckiej Ligi Mistrzów: 1
  - 1986, 2012

## Obecny skład
Stan na 1 września 2023
| Nr | Poz. | Piłkarz                   |
| -- | ---- | ------------------------- |
| 1  | BR   | Abdulrahman Al-Sanbi      |
| 3  | OB   | Roger Ibañez              |
| 6  | OB   | Bassam Al-Hurayji         |
| 7  | NA   | Riyad Mahrez              |
| 8  | PO   | Sumayhan Al-Nabit         |
| 10 | NA   | Roberto Firmino (kapitan) |
| 13 | OB   | Ibrahim Al-Zubaidi        |
| 14 | PO   | Abdullah Otayf            |
| 15 | OB   | Abdullah Al-Ammar         |
| 16 | BR   | Édouard Mendy             |
| 17 | NA   | Haitham Asiri             |
| 19 | PO   | Fahad Al-Rashidi          |
| 20 | NA   | Firas Al-Buraikan         |
| 21 | BR   | Emad Al-Fadda             |
| 24 | PO   | Gabri Veiga               |
| 26 | OB   | Fahad Al-Hamad            |
| 27 | OB   | Ali Majrashi              |
| 28 | OB   | Merih Demiral             |

| Nr | Poz. | Piłkarz                 |
| -- | ---- | ----------------------- |
| 29 | PO   | Mohammed Al-Majhad      |
| 30 | PO   | Ziyad Al-Johani         |
| 31 | OB   | Saad Balobaid           |
| 34 | OB   | Bander Al-Shamrani      |
| 37 | OB   | Abdulbasit Hindi        |
| 39 | NA   | Yaseen Al-Zubaidi       |
| 40 | PO   | Ali Al-Asmari           |
| 45 | PO   | Abdulkarim Darisi       |
| 46 | OB   | Rayane Hamidou          |
| 62 | BR   | Abdullah Abdoh          |
| 65 | OB   | Faisal Al-Sibyani       |
| 73 | PO   | Abdulrahman Al-Humayani |
| 79 | PO   | Franck Kessié           |
| 91 | NA   | Sultan Al-Serihi        |
| 92 | PO   | Adel Khodari            |
| 95 | OB   | Ayman Fallatah          |
| 97 | NA   | Allan Saint-Maximin     |

## Reprezentanci kraju grający w klubie
| - Abdullah Zubromawi - Mohammed Al-Jahani - Talal Al-Khaibari - Hussein Sulaimani - Ibrahim Al-Shahrani - Talal Al-Meshal - Taisir Al-Antaif - Waleed Al-Jahdali - Naif Al-Kadi - Obaid Al-Dosari - Talal Al-Meshal - Taisir Al-Antaif - Saad Al-Dosari - Fouzi Al-Shehri - Mohammed Al-Mowallad - Fahad Fallata - Ali Al-Abdali - Saleh Al-Mohammedi - Abdullah Al-Waked - Mohammed Al-Khilaiwi - Saheb Al-Abdullah | - Mansour Al-Naje - Taiseer Al-Jassam - Ahmed Darwish Faraj - Malek Mouath - Yasser Al-Mosailem - Ibrahim Hazzazi - Mansour Al-Thagafi - Khaled Badra - Haykel Gmamdia - Toninho - Tarak Dhiab - Zane Moosa - Mahamadou Sidibe - Hussain Mohammed Bahzad - Mohamed Barakat - Mamadou Diallo - Bouchaib El Moubarki - Hassan Turki Attiya - Roberto Acuña - Alessandro Oliveira - Paulinho |